# Castillo de Sabugal
El Castillo de Sabugal, también conocido como el Castillo de Cinco Esquinas debido a la inusual forma de su torre del homenaje, se encuentra en la parroquia, ciudad y condado de Sabugal, en el distrito de Guarda, Portugal.
Dominante en la ciudad, una pequeña meseta de la Sierra de la Malcata controla el paso del río Coa en su margen derecha, de ahí su importancia en la antigüedad y en la Edad Media.

## Historia
De acuerdo con la evidencia arqueológica, se supone que la elevación en la que se sitúa el actual castillo, que domina el curso del río Coa, fue ocupada por el hombre desde la prehistoria, donde habrían levantado un castro.
En el momento de la reconquista cristiana de la península ibérica, la tierra de Sabugal fueron inicialmente conquistadas posiblemente por D. Afonso Henriques (1112-1185) en 1160, que se perdieron poco después en favor del Reino de León.

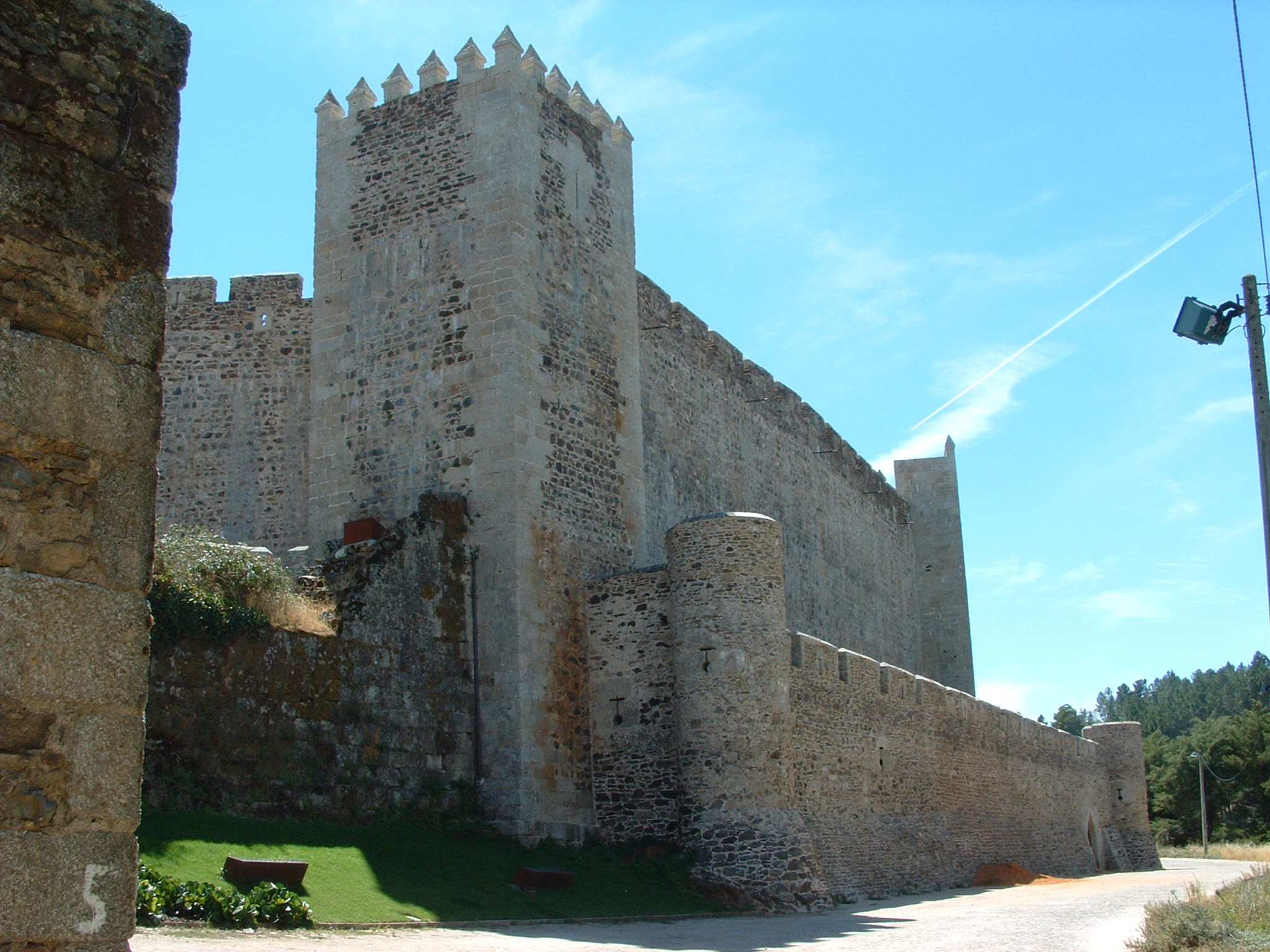
Castillo medieval.

En 1190, Alfonso IX de León creó el municipio de Sabugal, y el pueblo fue fundado alrededor de 1224, cuando era un núcleo de defensa militar en un principio.
Comenzaron, en este contexto, las obras de ampliación y reforma de la defensa del castillo, despejando el espacio de intramuros, donde se encontraban las pocas casas de la aldea y el refuerzo de los muros que ganaron dos grandes torres dominadas por una alta torre del Homenaje. Las obras mencionadas por Rui de Pina se completaron en 1303.
A principios del siglo XIX, en el contexto de la Guerra de la Independencia, británicos y portugueses acuartelaron soldados que lucharon contra las tropas napoleónicas en retirada, bajo el mando del general André Masséna (abril de 1811). Más tarde, abandonado, su plaza de armas fue utilizada por los habitantes de la aldea como un cementerio entre el año 1846 hasta 1927. Los locales, por su parte, comenzaron a quitar las piedras de las paredes para su reutilización en sus edificios.
En el siglo XX, en 1911 se procedió a la demolición de la iglesia de Nuestra Señora del Castillo. Más tarde, en la década de 1940, el proceso de saquear el monumento fue aplastado gracias a la labor de la Dirección General de Edificios y Monumentos Nacionales, que promovió una campaña generalizada de obras de consolidación y reconstrucción.
Debido a su antigüedad, ha sufrido daños en las paredes y almenas, por lo que ha tenido que ser restaurado nuevamente durante el siglo XXI.

## Milagro de las rosas
Dice la tradición que en este castillo ocurrió el famoso milagro de las rosas que tienen protagonistas a Santa Isabel de Portugal y el Rey Dinis.